# Thesium unicaule
Thesium unicaule är en sandelträdsväxtart som beskrevs av Henry Haselfoot Haines. Thesium unicaule ingår i släktet spindelörter, och familjen sandelträdsväxter. Inga underarter finns listade i Catalogue of Life.